# هوارد ستورم (كاتب)
هوارد ستورم (بالإنجليزية: Howard Storm)‏ هو كاتب أمريكي، ولد في 26 أكتوبر 1946 في فلاشينغ ‏ في الولايات المتحدة.